# 남제 명제
제 고종 명황제 소란(齊 高宗 明皇帝 蕭鸞, 452년 ~ 498년)은 중국 남북조 시대 남제의 제5대 황제(재위: 494년 ~ 498년)이다. 자는 경서(景栖), 아명은 현도(玄度)이다. 고제의 아우 소도생의 아들이다.

## 생애
명제는 남조 특유의 전제군주로 자신의 아들의 왕위를 지키기 위해 고제, 무제의 아들 20여 명을 살해했다. 또한 종실 제왕이 파견나간 곳에 주사(主師)을 파견하여 때때로 입조시켜 주의 일을 보고하게 했다. 그 때문에 '여러 주의 일은 주사에게 듣고, 자사에게는 듣지 않는다'라는 평을 받으며, 귀족, 관인들의 지지는 사라졌다.

## 가족

### 부모

#### 아버지
- 소도생

#### 어머니
- 의황후 강씨(懿皇后 江氏)

### 아내
- 황후 : 명경황후 유씨 유혜단(明敬皇后 劉氏 劉惠端) (~489)
  - 제 2황자 : 부릉왕 소보권(涪陵王 蕭寶卷) - (남제 후폐제)
  - 제 3황자 : 강하왕 소보현(江夏王 蕭寶玄) (~500)
  - 제 6황자 : 파양왕 소보인(鄱陽王 蕭寶寅) (486~530)
  - 제 8황자 : 수군왕 소보융(隨郡王 蕭寶融) -(남제 화황제(후주))
- 후궁 : 귀빈 은씨(貴嬪 殷氏)
  - 제 1황자 : 파릉은왕 소보의(巴陵隱王 蕭寶義) (~509)
  - 제 10황자 : 진희왕 소보숭(晉熙王 蕭寶嵩) (~502)
- 후궁 : 귀비 원씨(貴妃 袁氏)
  - 제 5황자 : 여릉왕 소보원(廬陵王 蕭寶源) (~502)
- 후궁 : 숙비 관씨(淑妃 管氏)
  - 제 9황자 : 소릉왕 소보유(邵陵王 蕭寶攸) (~502)
- 후궁 : 숙원 허씨(淑媛 許氏)
  - 제 11황자 : 계양왕 소보정(桂陽王 蕭寶貞) (~502)
- 생모미상
  - 제 1황녀 : 산음공주(山陰公主)
  - 제 2황녀 : 전당공주(錢塘公主)

## 기년
| 명제        | 원년            | 2년        | 3년        | 4년        | 5년                 |
| ----------- | --------------- | ---------- | ---------- | ---------- | ------------------- |
| 서력 (西曆) | 494년           | 495년      | 496년      | 497년      | 498년               |
| 간지 (干支) | 갑술(甲戌)      | 을해(乙亥) | 병자(丙子) | 정축(丁丑) | 무인(戊寅)          |
| 연호 (年號) | 건무(建武) 원년 | 2년        | 3년        | 4년        | 5년 영태(永泰) 원년 |